# Danilo Astrua
Danilo Astrua (Graglia, 1913 – fronte russo, 20 gennaio 1943) è stato un militare italiano del Corpo degli alpini, insignito della Medaglia d'oro al valor militare alla memoria per il coraggio dimostrato in combattimento durante la Seconda battaglia difensiva del Don.

## Biografia
Nacque a Graglia, provincia di Vercelli, nel 1913 figlio di Giovanni e Maria Astrua. Iscrittosi alla facoltà di lettere dell'università di Torino, nel 1933 si arruolò volontario nel Regio Esercito frequentando, come allievo ufficiale, la scuola di Milano. Nel giugno dello stesso anno ottenne la nomina a sottotenente di complemento, e venne assegnato a prestare servizio nel 3º Reggimento alpini. Congedatosi nel gennaio 1935, fu richiamato in servizio pochi mesi dopo, in vista dello scoppio della guerra d'Etiopia. In forza alla 614ª Compagnia mobilitata del 7º Reggimento alpini partì per l'Africa orientale, dove prestò servizio fino all'ottobre 1936. Rientrato in Patria a causa di una ferita ricevuta in combattimento, decorato con la Croce al merito di guerra e il passaggio e sottotenente in servizio permanente effettivo, fu assegnato al battaglione "Borgo San Dalmazzo" del 2º Reggimento alpini. Promosso tenente, dopo l'entrata in guerra del Regno d'Italia, avvenuta il 10 giugno 1940, combatte dapprima sul fronte occidentale e poi su quello greco-albanese a partire dal mese di novembre. Promosso capitano nel gennaio 1942, partecipò alle riprese del film bellico I trecento della Settima, girato a Limone Piemonte, e successivamente sposandosi. Il 6 dicembre dello stesso anno partì per il fronte russo al comando della 15ª Compagnia.  Cade eroicamente in combattimento il 20 gennaio 1943, e per onorarne la memoria fu decretata la concessione della Medaglia d'oro al valor militare alla memoria.  Il suo paese natale gli ha intitolato una Piazza, mentre quella di Biella una via e il locale circolo ufficiali.

### Esplicative
1. ↑  Aveva chiesto al generale Gabriele Nasci, comandante del Corpo d'armata alpino, di non terminare le riprese del film e partire subito per la zona di combattimento, al seguito dell'ARMIR, ma Nasci non acconsentì.

### Bibliografiche
1. 1 2 3 4 5 6 7 8 9 10 11  Bianchi, Cattaneo 2011, p. 383.
2. 1 2 3 4  Combattenti Liberazione.
3. ↑  ANA Biella.
4. ↑  Quirinale - scheda - visto 7 dicembre 2018
5. ↑  Registrato alla Corte dei conti il 3 maggio 1950, Esercito registro 16, foglio 261.